# Computationnalisme

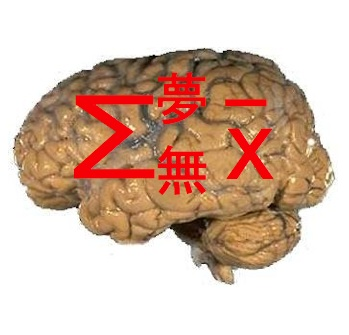
Le cerveau humain, simple machine à effectuer des calculs ?

Le computationnalisme est une théorie fonctionnaliste en philosophie de l'esprit qui conçoit l'esprit comme un système de traitement de l'information et compare la pensée à un calcul (en anglais, computation) et, plus précisément, à l'application d'un système de règles. Par computationnalisme, on entend la théorie développée en particulier par Hilary Putnam et Jerry Fodor, et non le cognitivisme en général.

## Présentation
Le terme anglais computation signifie calcul, ce qui se réfère au fait de passer d'une entrée à une sortie par le biais d'un algorithme déterminé. Le terme a été proposé par Hilary Putnam en 1961, et développé par Jerry Fodor dans les années 1960 et 1970. Cette approche a été popularisée dans les années 1980, en partie parce qu'elle répondait à la conception chomskyenne du langage comme application de règles, et aussi parce que ce modèle computationnaliste était présupposé, selon Fodor, par les sciences cognitives et les recherches sur l'intelligence artificielle. Fodor précise toutefois que son approche s'applique plus facilement aux systèmes modulaires (comme la vision) qu'aux « systèmes centraux » (raisonnement, résolution de problèmes), qui sont difficiles à interpréter du fait de leur complexité holistique.
En termes de doctrine, le computationnalisme peut être caractérisé comme une synthèse entre le réalisme intentionnel et le physicalisme. Le premier affirme l'existence et la causalité des états mentaux, et prend en compte les attitudes propositionnelles, c'est-à-dire la manière dont le sujet se comporte à l'égard d'une proposition (« je crois que x », « je pense que p », etc.). Le second affirme que toute entité existante est une entité physique. Le computationnalisme se présente ainsi comme alternative à l'éliminativisme matérialiste, qui nie l'existence d'états mentaux tels qu'ils sont habituellement compris. Deux noyaux théoriques ont aussi été essentiels à la formation de la théorie computationnaliste : d'une part, le formalisme mathématique développé au début du XXe siècle, qui permet en gros de concevoir les mathématiques comme la manipulation de symboles à partir de règles formelles (axiomatique de Hilbert) ; d'autre part, la calculabilité (et la machine de Turing). À l'aide de ces deux ensembles théoriques, on peut passer du noyau sémantique à la simple syntaxe mathématique, et de celle-ci à l'automatisation, sans jamais nier l'existence de la sémantique (c'est-à-dire du sens).
Le computationnalisme a été la cible de diverses critiques, en particulier de John Searle, Hubert Dreyfus, ou Roger Penrose, qui tournaient toutes autour de la réduction de la pensée et/ou de la compréhension à la simple application d'un système de règles. À la fin des années 1980, il a été concurrencé par un nouveau modèle cognitif, le connexionnisme. Celui-ci vise à montrer qu'on peut expliquer le langage de la pensée sans faire appel à un raisonnement gouverné par un système de règles, comme le fait le computationnalisme.

## Combiner le réalisme intentionnel avec le physicalisme
Outre l'analogie de la pensée avec un calcul, le fonctionnalisme est lié à une « théorie représentative de l'esprit », qui stipule l'existence des attitudes propositionnelles : les croyances et les désirs sont ainsi une relation entre un sujet pensant et les représentations symboliques du contenu de ces états. Ainsi, croire que le chat est sur le fauteuil, c'est adopter une attitude propositionnelle distincte (celle de la croyance) de l'attitude qui consiste à souhaiter que le chat soit sur le fauteuil ; dans les deux cas, la représentation symbolique mentale (« le chat sur le fauteuil ») conserve la même valeur sémantique, mais l'attitude propositionnelle (croire ou vouloir) diffère. L'approche computationnaliste considère que les états mentaux sont des représentations, au sens où ils sont composés de représentations symboliques ayant des propriétés sémantiques et syntaxiques, à l'instar des symboles utilisés dans la calculabilité mathématique. Il repose donc sur l'affirmation selon laquelle les attitudes propositionnelles impliquent des représentations symboliques. En ceci, il s'oppose à l'éliminativisme matérialiste, qui nie toute conscience phénoménale.
La théorie de la représentation de Jerry Fodor, formulée dans sa conception du « mentalais » ou du langage de la pensée, se distingue toutefois des théories classiques de la représentation (Hobbes, Descartes, etc.) en ce que les représentations ne sont pas assimilées à des images, mais à des symboles,.
Outre cette théorie représentative, le computationnalisme soutient aussi une théorie causale des états mentaux : les états mentaux sont reliés entre eux par le principe de causalité. Au cœur de cette théorie, on trouve ainsi la possibilité de formuler, sous forme exclusivement syntaxique, au sens mathématique du terme, le contenu sémantique des états mentaux, et ensuite de lier la syntaxe au principe de causalité.
En d'autres termes, on appréhende la pensée en tant que système de règles à appliquer. Cela pose un premier problème philosophique, dans la mesure où concevoir la pensée de cette façon peut conduire à confondre une régularité empirique, qui obéit à une règle, à l'application de cette règle. Ou encore : ce n'est pas parce qu'un comportement est régulier qu'il obéit à une norme.
Cette théorie semble donc opérer un amalgame entre le concept de cause et celui de raison : comment penser que nos représentations mentales s'enchaînent uniquement sur un processus causal ? N'est-ce pas faire fi du caractère normatif qu'elles possèdent, et d'abord du fait que nous les évaluons en fonction d'un « standard de validité » (par exemple le critère de la vérité)?

## Formalisme et calculabilité: de la sémantique au mécanisme
C'est par le biais, d'une part, du formalisme mathématique, développé à la fin du XIXe siècle par Gauss, Peano, Frege et Hilbert, et d'autre part de la calculabilité, que le computationnalisme traite ce problème. En effet, le formalisme réussit, en élaborant une axiomatique, à exclure ou à codifier les intuitions sémantiques du mathématicien (par exemple l'intuition à la source du postulat sur la parallèle d'Euclide). Le formalisme considère ainsi, en grossissant le trait, que les mathématiques existent en dehors de toute intention et de toute pensée. Ils fonctionnent à l'aide de symboles qui demandent à être manipulés selon des règles formelles.
Le deuxième aspect mathématique décisif dans la théorie computationnaliste, c'est la définition des fonctions calculables par Alan Turing, en 1936. En élaborant le modèle abstrait de la machine de Turing, celui-ci montrait que toute opération n'impliquant que des schémas syntaxiques pouvait être dupliquée mécaniquement. On parle aussi de la thèse de Church-Turing.
Ainsi, la formalisation mathématique montre comment les propriétés sémantiques des symboles peuvent parfois être codés selon des règles syntaxiques, tandis que la machine de Turing montre comment la syntaxe peut être relié à un processus causal, qui permet de concevoir un mécanisme capable d'évaluer toute fonction formalisable. La formalisation relie la sémantique à la syntaxe, et la machine de Turing la syntaxe au mécanisme.
Le computationnalisme pouvait en outre s'appuyer sur la « révolution cognitiviste » opérée en linguistique par Chomsky. La linguistique générative de Chomsky affirme ainsi qu'à partir d'un système de règles limité, nous pouvons comprendre une infinité d'énoncés ; ce qui implique, à son tour, que l'on peut concevoir une infinité de pensées. Selon Jerry Fodor (1975), la compétence linguistique théorisée par Chomsky conduisait à postuler un langage de la pensée (« mentalais »).

## L'algorithme, transformation de l'entrée en une sortie
La théorie fonctionnaliste comporte ainsi trois types de spécifications : 
- les spécifications d’entrées (input en anglais), les stimuli qui causent un état mental ;
- les spécifications des états internes qui décrivent les interactions causales des états mentaux ;
- les spécifications de sorties (output en anglais) qui disent quels genres d’action ou de comportements sont causés par les états mentaux.

On passe des entrées aux sorties par le biais d'un algorithme. C'est le principe de base d'une machine de Turing ou même d'une machine à compteurs, modèle abstrait de calculabilité qui est concrétisé, par exemple, par un distributeur de cannettes : celui-ci réagit aux inputs (on lui donne 50 centimes ou 1 euro), et, en fonction de ceux-ci et de l'état de ses magasins (état interne), délivre la cannette et rend la monnaie ou attend plus de monnaie. La calculabilité permet ainsi d'identifier la classe des fonctions informatiques pouvant être calculées à l'aide d'un algorithme. Ces fonctions sont des ensembles d'instructions réalisant une certaine tâche : on parle aussi parfois de « routine » (rote procedure).

## Fonctionnalisme, matérialisme, physicalisme et le problème desqualia
Le fonctionnalisme, selon Hilary Putnam (1992), n'est pas nécessairement un matérialisme : les états mentaux peuvent être accrochés à différents supports, que ce soit le cerveau ou le hardware et le software d'un ordinateur, ou tout autre support. Ainsi, même si la pensée s'appuie sur un support matériel (le cerveau), on peut alors l'étudier sans se soucier de ce support (contrairement à une certaine approche matérialiste voire réductionniste courante dans les neurosciences) : une même idée peut en effet être exprimée sur des supports physiques très différents (par la voix, sur papier, sur un mur, sur un ordinateur, etc.) Toutefois, dans la mesure où le principe de causalité est le plus souvent associé à la matière, la plupart des fonctionnalistes sont aussi matérialistes.
Dans cette mesure, le fonctionnalisme s'apparente à un behaviorisme méthodologique : contrairement au behaviorisme ontologique, il n'affirme pas qu'il n'y a pas d'états mentaux. Mais, de même que le behaviorisme méthodologique, il laisse de côté les aspects subjectifs, qualitatifs, des états mentaux (ou qualia), c'est-à-dire l'ensemble des expériences subjectives qui peut faire l'objet, par exemple, d'un poème ou d'une déclaration amoureuse, ou du simple fait d'aimer telle couleur. On parle ainsi de « fonctionnalisme de la boîte noire ».
Toutefois, la thèse de Putnam a été attaquée par John Searle, l'un des critiques les plus importants du computationnalisme. Selon lui, non seulement il est impossible, comme le prétend Putnam, de concilier le fonctionnalisme avec un dualisme à propos des états mentaux et des états physiques (dualisme pensée/cerveau), mais la tentative même du computationnalisme de concilier le réalisme intentionnel avec le physicalisme est voué à l'échec. Searle affirme que « le fonctionnaliste insiste pour qu’on comprenne bien qu’il ne dit pas qu’une croyance est un état mental irréductible qui, en plus a les relations causales qui sont les siennes, mais plutôt qu’une croyance ne consiste qu’en ce qu’elle a ces relations causales ».

## L'hypothèse du mécanisme numérique
L'hypothèse du « mécanisme numérique» (digital mecanism) a été développée par Bruno Marchal, en y adjoignant 2 hypothèses d'une autre nature:
- d'une part, la thèse de Church, pierre d'angle de l'informatique théorique,
- d'autre part, ce qu'il appelle le réalisme arithmétique, c'est-à-dire le fait que la vérité arithmétique est intrinsèque, « d'une ontologie non substantielle », dixit Marchal.

C'est cette conjonction de 3 hypothèses que Bruno Marchal nomme « computationnalisme », mais qui n'est pas admise comme telle par tous les tenants du computationnalisme. Il s'agit en effet à la fois d'une thèse ontologique forte, selon laquelle la conscience pourrait survivre avec un cerveau artificiel (de même qu'elle survit avec un rein artificiel), et d'une thèse logique faible, dans la mesure où il faut pour cela une description d'un état instantané du cerveau sur laquelle Marchal ne pose aucune restriction. En d'autres termes, il est possible qu'il faille connaître l'état quantique de tout l'univers pour obtenir une telle description adéquate du cerveau. Les systèmes de téléportation utilisés par la science-fiction, et repris en tant qu'expérience de pensée sur le problème de l'identité personnelle (voir par ex. Derek Parfit, 1984), utiliseraient une telle hypothèse.

## Critiques
Diverses critiques ont été adressées à la théorie computationnaliste. En effet, le computationnalisme postule qu'on peut assimiler la pensée à un système d'application de règles, ce qui permet en retour d'identifier des fonctions informatiques complexes comme étant un équivalent de pensée. Ces critiques ne sont pas forcément fatales au computationnalisme, mais en limitent l'extension à certains processus déterminés de pensée, qui pourraient être modalisés selon un système de règles.

### Qu'est-ce qui est calculable?
Une critique ancienne provient de John Lucas (1961), qui affirme que le théorème d'incomplétude de Gödel pose des problèmes insurmontables à l'analogie esprit/machine. Cet argument a été développé par Roger Penrose, selon qui un mathématicien humain est capable de comprendre plus et de démontrer plus que ce qui est simplement calculable. L'application du théorème de Gödel faite par Lucas et Penrose a néanmoins été largement rejetée par la communauté scientifique (David Lewis, Solomon Feferman, etc.),,.
Un autre argument a été formulé par Hubert Dreyfus dans What Computers Can't Do (1972). Fin connaisseur de Heidegger et de la phénoménologie, Dreyfus souligne ainsi la différence centrale qui distingue le processus cognitif utilisé lorsqu'un novice apprend une compétence et lorsqu'un expert agit. Ainsi, un joueur d'échec débutant applique un système de règles (par exemple, avancer le pion de deux cases ou occuper le centre). Mais un champion d'échecs n'applique pas de règles : il « voit » le « coup juste ». L'application de règles, au cœur du computationnalisme, serait ainsi le propre des processus cognitifs limités. Il est difficile, en particulier, de transformer une compétence experte en algorithme, lorsque cette compétence tire ses ressources d'une connaissance générale étrangère au domaine du problème visé.
Les tentatives visant à construire des réseaux connexionnistes, ou celle de Rodney Brooks visant à construire une intelligence artificielle simple sur le modèle des insectes, sont une réponse partielle aux objections de Dreyfus. Ce dernier considère en effet ces tentatives comme plus prometteuses, et pense que la théorie de Walter Jackson Freeman III (en) répond à certaines formulations de Merleau-Ponty à propos de l'apprentissage d'une compétence. Il reste toutefois sceptique, considérant dans What Computers Still Can't Do (1992) qu'on ne fait que donner une chance, méritée, d'échouer, au connexionnisme.

### Chambre chinoise
L'une des objections les plus populaires a été formulée par John Searle (1980), à travers l'expérience de pensée de la chambre chinoise. Il s'agit de se demander si des calculs peuvent suffire à expliquer la compréhension. Par son test, Turing visait à substituer à la question « les machines peuvent-elles penser ? » la question de savoir si elles peuvent réussir un examen, appelé « jeu de l'imitation », dans lequel les personnes examinées doivent déterminer, sur le seul fondement des réponses qu'on leur donne, si leur interlocuteur invisible est une personne ou une machine.
Or, Searle affirme qu'on ne peut extrapoler de la réussite au test de Turing la possibilité de penser. L'expérience de la chambre chinoise consiste à imaginer qu'on enferme une personne dans une salle, et qu'elle ne peut communiquer à l'extérieur qu'à l'aide de symboles chinois, langue qu'elle ne comprend pas. Un cahier stipulant certaines règles de manipulation de ces symboles lui est fourni. Il s'agit ainsi de l'équivalent du test de Turing : ce dispositif imite un ordinateur qui reçoit des symboles en entrée et les transforme en symboles représentant des réponses, à l'aide d'un système de règles, qui peuvent être appliquées à des informations non-sémantiques, qui seraient exclusivement syntaxiques ou symboliques. Or, Searle conclut qu'on ne peut pas parler d'une compréhension, puisqu'on a stipulé dès le départ que la personne ne comprenait pas le chinois ; ce qui ne l'empêchait pas de communiquer adéquatement à l'aide du système de règles. Selon lui, il y a une distinction fondamentale entre la syntaxe et la sémantique. Il affirme ainsi qu'on ne peut que simuler la compétence linguistique par une machine, mais pas la dupliquer.
Plusieurs réponses ont été proposées à l'objection de Searle. La « réponse du système » soutient que c'est le système entier (personne + règles + symboles) qui comprend, non pas la personne seule. D'autres, comme Daniel Dennett et David Chalmers, questionnent la pertinence de la distinction entre syntaxe et sémantique opérée par Searle, affirmant qu'un ordinateur exécutant un programme n'est pas « que de la syntaxe ». Certains philosophes comme Chalmers proposent également des expériences de pensée où l'on remplace graduellement les neurones du cerveau par des circuits électroniques équivalents. Selon cet argument, il serait absurde de prétendre qu'à un moment précis la compréhension disparaîtrait alors que le comportement du système resterait parfaitement identique,.

## L'alternative connexionniste
À la fin des années 1980, l'approche connexioniste a commencé à concurrencer le computationnalisme, dont le principal titre de légitimité, selon Fodor, était qu'il était la seule théorie apte à rendre compte de l'évolution des sciences cognitives et des modèles implicites utilisés par celles-ci. Le connexionnisme tente d'élaborer des modèles de compréhension des processus cognitifs qui ne passent pas par le simple usage et application de règles. Précédé par quelques travaux innovateurs de Wiener et de Rosenblatt, l'approche connexionniste a surgi sur la scène philosophique avec la publication en 1986 de l'ouvrage Parallel Distributed Processing par David Rumelhart (en) et James McClelland (en).
Techniquement, la différence entre les deux approches réside surtout dans le fait que la première est intrinsèquement séquentielle et la seconde fait une très grande part au parallélisme des opérations.
Donald Knuth suggère que le conscient est de nature séquentielle (nous ne pouvons analyser clairement qu'une chose à la fois) et l'inconscient de nature parallèle.